# Kontaktraster
Der Kontaktraster ermöglicht die Auflösung von Halbtonbildern in druckbare Rasterpunkte. Es gibt ihn als Grau- und als Magentaraster, wobei letzterer bessere Ergebnisse liefert. Ein Kontaktraster hat direkten Kontakt zum lichtempfindlichen Material, dem Film, und wird unter Vakuum belichtet.
Zuvor konnten Halbtonbilder nur mit Hilfe des von Georg Meisenbach erfundenen Glasgravurrasters aufgerastert werden, der sich im Strahlengang der Reprokamera befindet, d. h. zwischen Glasgravurraster und Film darf kein Kontakt, sondern muss ein Abstand bestehen.
| Vier Druckfarben CMYK und deren Winkelungen. | Vier Druckfarben CMYK und deren Winkelungen. | Vier Druckfarben CMYK und deren Winkelungen. | Vier Druckfarben CMYK und deren Winkelungen. |
| -------------------------------------------- | -------------------------------------------- | -------------------------------------------- | -------------------------------------------- |
|                                              |                                              |                                              |                                              |

Die Vorteile des Kontaktrasters gegenüber dem Glasgravurraster sind
1. eine größere Schärfe und Detailwiedergabe der Rasterbilder
2. eine bessere Differenzierung der Tonwerte
3. eine einfachere Kontrastregelung.

Glasgravurraster erzeugen hinter jedem Rasterfenster eine Lichtbeugung, die einen Schärfeverlust verursacht und die Detailzeichnung mindert. Bei Kontaktrastern entfällt diese Beugung durch den direkten Kontakt zwischen Raster und Film.

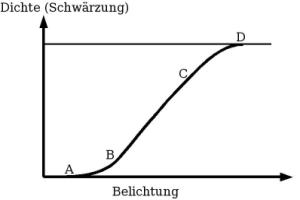
Dichtekurve. Der lineare Bereich befindet sich zwischen den Punkten B und C

Mit Farbfiltern bei der Belichtung kann der Kontrast der Rasterbilder gesteuert werden:
- ein Gelbfilter reduziert im Zusammenwirken mit der Magentafärbung des Kontaktrasters den Kontrast des Rasterpositivs
- ein Magentafilter erhöht den Kontrast.

Damit können Halbtonaufnahmen je nach ihrem Dichteumfang gezielt aufgerastert werden.
Die Aufrasterung mit einem Kontaktraster erfolgt in einer Reprokamera oder einem Kontaktgerät unter Vakuum. Dabei wird der unbelichtete Film mit seiner Schichtseite auf die Schichtseite des Kontaktrasters, davor die Halbtonaufnahme positioniert und mittels Vakuum angesaugt. Bei Farbsätzen müssen die entsprechenden Rasterwinkelungen berücksichtigt werden, was mit Hilfe von Markierungen geschieht. Unter der vorherberechneten Dosierung von weißem, gelbem und rotem Licht erfolgt die Belichtung.
Im Jahr 1972 wurden auf der Fachausstellung drupa erstmals Vierfarbendrucke gezeigt, die mit elektronisch gerasterten Farbauszügen am Trommelscanner Chromagraph DC 300 von Rudolf Hell erstellt worden waren. Die elektronische Rasterung der Druckvorlagen verdrängte in den folgenden Jahren sowohl den Glasgravur- als auch den Kontaktraster aus der Druckvorstufe.